# 卡尔萨迪利亚
卡尔萨迪利亚，是西班牙埃斯特雷马杜拉卡塞雷斯省的一个市镇。总面积76平方公里，总人口546人（2001年），人口密度7人/平方公里。